# Gilles Floret

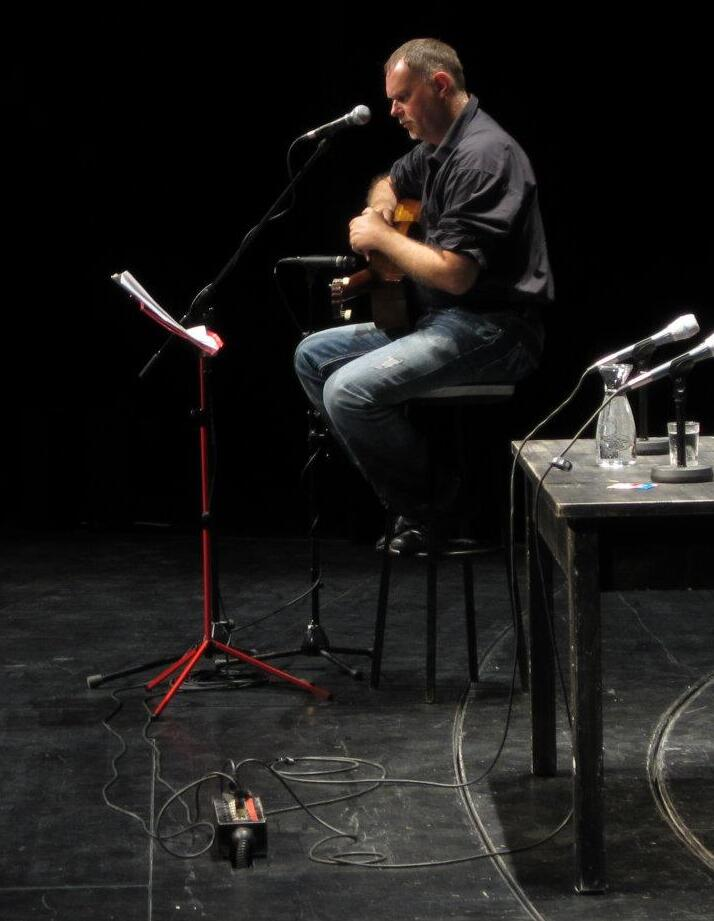
Gilles Floret auf der Großen Bühne im Haus der Berliner Festspiele als Begleitung von Azouz Begag 2011

Gilles Floret (* 26. Januar 1966 in Courpière bei Clermont-Ferrand, Frankreich) ist ein französischer Sänger und Germanist.
Seine Eltern waren Bauern, doch 1970 zog die Familie in die Stadt, um dort nach Arbeit zu suchen. Gilles besuchte zuerst das Collège und anschließend das Lycée. Mit 12 Jahren schenkten ihm seine Eltern eine Gitarre.
Er lernte zuerst Deutsch in Dijon und verbrachte dann seinen Militärdienst in Berlin. An der Universität Halle war er Lektor für Französisch. Floret promovierte 1993 in Nancy über das Motiv der „nausée“ in der DDR-Lyrik („La Nausée dans la poésie est-allemande entre 1980 et 1989. Deux figures exemplaires: Hans-Eckardt Wenzel & Steffen Mensching“). Später arbeitete er, neben seiner Konzert- und Vortragstätigkeit, als Redakteur beim deutschen Ernst Klett Schulbuchverlag.
Gilles Floret spielt französischen Softrock, wird aber auch als Chansonnier bezeichnet.
Neben seinen CDs ab 2001 (vergleiche Diskografie) und kleineren Konzerten trat er etwa ab 2003 auch verschiedentlich im Kontext der französischen Sprache und Unterricht als Sänger auf. 2011 begleitete er Azouz Begag bei dessen Besuchen von Standorten des Institut français in Deutschland; ebenso im selben Jahr beim Berliner Literaturfestival.

## Schriften
- La nausée dans la poésie est-allemande entre 1980 et 1989. Deux figures exemplaires : Hans-Eckardt Wenzel et Steffen Mensching. Atelier national de reproduction des thèses, Lille 1993, OCLC 845182318 (Dissertation, Université Nancy-II).
- mit Heidi Eschmann, Jürgen Folz et al. (Bearb.): PONS Großwörterbuch Französisch-Deutsch. 2 Bände. Klett, Stuttgart u. a. 2004, ISBN 3-12-517179-2
  - Neubearbeitung 2006: ISBN 3-12-517248-9; Neubearbeitung 2009: ISBN 978-3-12-517189-3.

## Hörbücher
als Sprecher
- mit Pascale Rousseau-Fischer, Inge Spaughton: Wortschatztrainer mehr Französisch für den Alltag. 500 Wörter und Wendungen. Klett, Stuttgart u. a. 1997, ISBN 3-12-560606-3.
- Découvertes – Das Trainingsbuch. Klett, [n. e.] 2006, ISBN 3-12-929795-2.
- mit Léo Koesten: L’école du labrador. Klett, Stuttgart/Leipzig 2012, ISBN 978-3-12-591845-0.
- mit Julie Chavet: Marie et l’hypnotiseur. Klett, Stuttgart/Leipzig 2012, OCLC 809156132.

## Diskografie
- 2001: Souvenirs d’Allemagne (Track auf Le Français Atout Coeur, Klett)[15]
- 2004: Gilles Floret chante Hans-Eckardt Wenzel (LP, Edition Fant; CD Tribute[16])
- 2007: Couleurs d’automne mit Hans-Eckardt Wenzel (EP, Klett)[15]
- o. J.: Hélène (Track auf Voilà l’été, Klett)[15]